# Казоли
Казоли (итал. Casoli) — коммуна в Италии, расположена в регионе Абруццо, подчиняется административному центру Кьети.
Население составляет 5901 человек (на 2004 г.), плотность населения составляет 90 чел./км². Занимает площадь 66 км². Почтовый индекс — 66043. Телефонный код — 0872.
Покровительницей коммуны почитается святая Репарата. Праздник ежегодно отмечается 8 октября.